# Langiden
Langiden è una municipalità di quinta classe delle Filippine, situata nella provincia di Abra nella Regione Amministrativa Cordillera.
Langiden è formata da 6 baranggay:
- Baac
- Dalayap (Nalaas)
- Mabungtot
- Malapaao
- Poblacion
- Quillat